# Pavel Janeček
Pavel Janeček (* 4. září 1968) je bývalý československý fotbalista, záložník.

## Fotbalová kariéra
Hrál za Spartak Hradec Králové, FC Slovan Liberec, AFK Lázně Bohdaneč, Bohemians Praha, SK Spolana Neratovice a SK Kladno. Celkem v československé a české nejvyšší soutěži odehrál 125 utkání a dal 9 gólů.

## Ligová bilance
| Ročník                                   | Zápasy | Góly | Klub                   |
| ---------------------------------------- | ------ | ---- | ---------------------- |
| 1. československá fotbalová liga 1988/89 | 13     | 1    | Spartak Hradec Králové |
| 1. československá fotbalová liga 1990/91 | 8      | 0    | Spartak Hradec Králové |
| 1. československá fotbalová liga 1991/92 | 5      | 0    | Spartak Hradec Králové |
| 1. česká fotbalová liga 1993/94          | 26     | 2    | FC Slovan Liberec      |
| 1. česká fotbalová liga 1994/95          | 28     | 4    | FC Slovan Liberec      |
| 1. česká fotbalová liga 1995/96          | 18     | 2    | FC Slovan Liberec      |
| 1. česká fotbalová liga 1996/97          | 14     | 0    | FC Slovan Liberec      |
| Gambrinus liga 1997/98                   | 13     | 0    | AFK Lázně Bohdaneč     |
| CELKEM                                   | 125    | 9    |                        |